# Sīāh Kūcheh
Sīāh Kūcheh (persiska: سیاه کوچه) är en del av en befolkad plats i Iran.   Den ligger i provinsen Gilan, i den norra delen av landet, 220 km nordväst om huvudstaden Teheran. Antalet invånare är 712.
Terrängen runt Sīāh Kūcheh är huvudsakligen platt, men åt sydost är den kuperad. Terrängen runt Sīāh Kūcheh sluttar norrut. Runt Sīāh Kūcheh är det ganska tätbefolkat, med 155 invånare per kvadratkilometer. Närmaste större samhälle är Āstāneh-ye Ashrafīyeh, 2,9 km norr om Sīāh Kūcheh. Trakten runt Sīāh Kūcheh består till största delen av jordbruksmark.